# بخش آراوالی
بخش آراوالی (به انگلیسی: Aravalli district) یک منطقهٔ مسکونی در هند است که در گجرات واقع شده‌است. بخش آراوالی ۱٬۰۲۴٬۰۰۰ نفر جمعیت دارد.